# Motortrafikleder i Sverige

Sveriges motortrafikleder (grönt) tillsammans med motorvägar (blått) och mötesfria vägar (rött och orange).

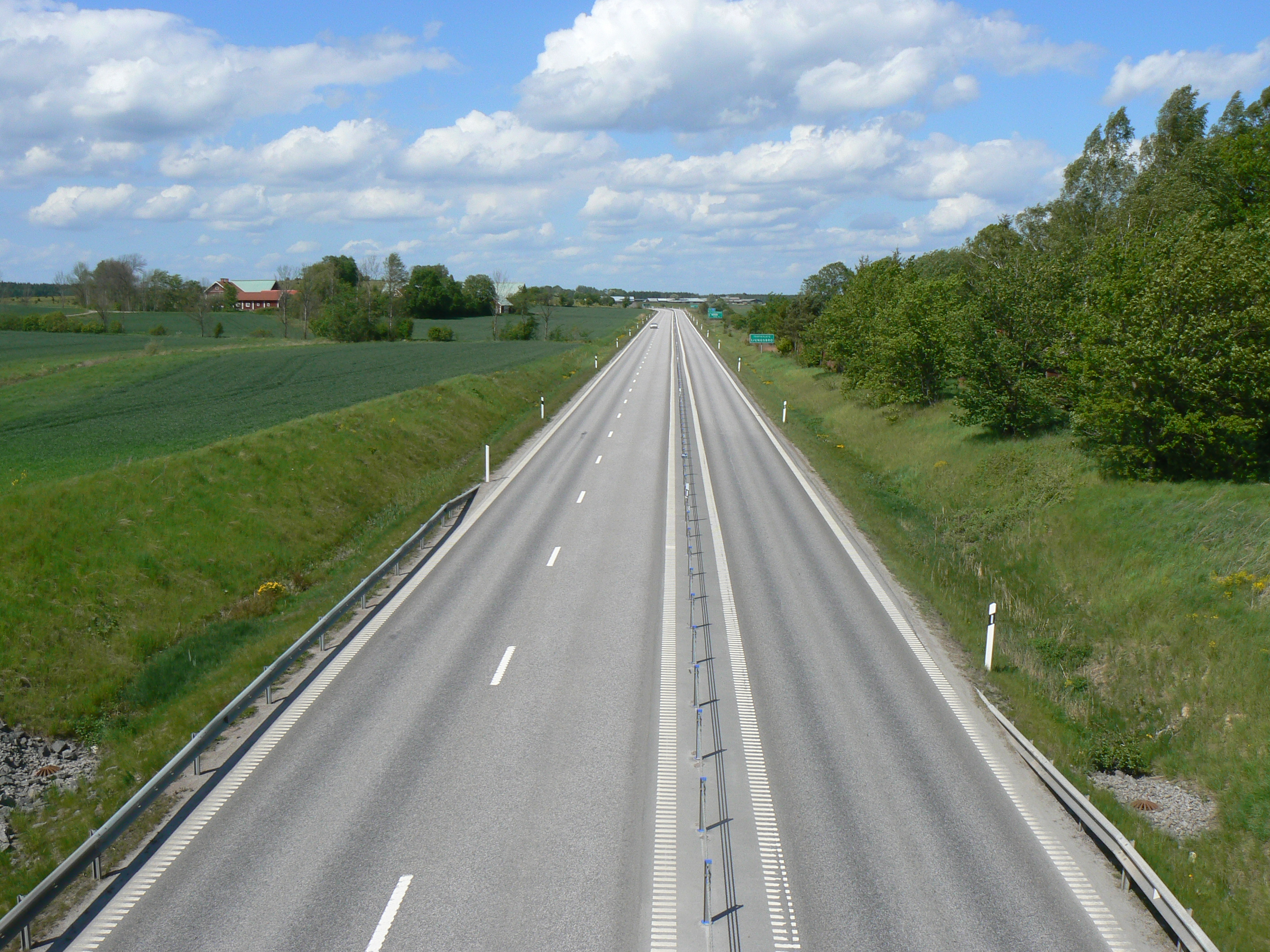
Riksväg 34.

Flera motortrafikleder i Sverige utgör egentligen en del i Sveriges motorvägsnät. Dess funktion ingår i motorvägsnätet men är en aning smalare. Flera av dem byggs om med full motorvägsbredd och då skyltas de om till motorväg.

## Motortrafikledssträckor i Sverige
- E4 Gävle–Axmartavlan (33 km, mötesfri 2+1, 110 km/h)
  - Söderhamn–Hudiksvall (49 km fyrfältsväg och 2 km mötesfri 2+1)
  - Timrå–Midlanda (6 km, mötesfri 2+1, 100 km/h)
  - Gäddvik–Rutvik (9 km, mötesfri 2+1, 110 km/h)
- E14 Nacksta–Blåberget (6 km, fyrfältsväg, 100 km/h)
- E16 Förbifart Sandviken (mötesfri 2+1, 100 km/h)
- E18 Lövsättra–Karlberg
  - Västjädra–Köping (mötesfri 2+1, 100 km/h)
  - Delen närmast Örebro av nya E18 mellan Örebro och Lekhyttan är motortrafikled. Även en av avfarterna, mot Örebro Flygplats är motortrafikled.
  - Förbifart Kristinehamn (mötesfri 2+1, 100 km/h)
  - Väse–Skattkärr (mötesfri 2+1, 100 km/h)
  - Kort sträcka i anslutning till södra änden av motorvägen förbi Segmon (90 km/h)
  - Rosenkälla–Söderhall (mötesfri 2+1, 100 km/h) Binder ihop två motorvägssträckor.
  - Frötuna–Vreta Handel (100 km/h)
- E20 Väster om Eskilstuna–Öster Ekeby (mötesfri 2+1, 100 km/h)
  - Marieborg–Gräsnäs (mötesfri), 100 km/h
- E22 Osbyholm–Hörby norra (mötesfri 2+1, 100 km/h)
  - Stensnäs–Björketorp (mötesfri 2+1, 100 km/h)
  - Förbifart Karlskrona (mötesfri 2+1, 100 km/h)
  - Söderåkra–Dörby (mötesfri 2+1, 110 km/h)
  - Kalmar norra–Rockneby (mötesfri 2+1, 100 km/h)
- E45 Båberg–Trollhättan (tillsammans med riksväg 44, 100 km/h)
- 21 Ignaberga–Finja (mötesfri 2+1, 100 km/h)
- 23 Förbifart Växjö (Norrleden) (mötesfri 2+1, 90 km/h)
  - Växjö Norremark–Sandsbrorondellen (mötesfri 2+2, 90 km/h)
- 25 och 27 Förbifart Växjö (Norrleden) (tillsammans med riksväg 23)
- 26 Förbifart Kristinehamn (tillsammans med E18)
- 30 Anslutning till E4 söder om Jönköping
- 34 Linköping–Stora Sjögestad (8 km, mötesfri 2+1, 110 km/h)
- 44 Kort sträcka i östra Uddevalla (2 km, mötesfri 2+1, 100 km/h)
  - Båberg–Trollhättan (7 km, både mötesfri 2+1 och mötesfri 2+2 liksom väg med möte, 100/70 km/h)
- 61 och 62 Bergvik–Katås (Henstadmotet)[1]
- 70 Säter–Korsgårdsvägen i Borlänge (mötesfri 2+1 och mötesfri 2+2, 100 km/h)
- 97 trafikplats Notviken–Södra Sunderbyn (9 km, mötesfri 2+2)
- 100 Vellinge–Trafikplats Kungstorp (4 km, mötesfri 2+1, 100 km/h)
- 111 Österleden Helsingborg (6 km, mötesfri 2+2, 100 km/h)[2][3]
- 158 Särö–Askim (12 km, mötesfri 2+1, 90 km/h)
- 222 Graninge–Mölnvik (mötesfri 2+1, 100 km/h)
- 265 Täby Kyrkby–Rosenkälla (Norrortsleden, 2+1, 100 km/h)
- Utan skyltat nummer
  - Hamnleden (X 583) i Gävle[4]
  - Inre Ringvägen och Annetorpsvägen i Malmö mellan trafikplats Lindeborg och Lorensborgsgatan[5] (mötesfri 2+2, 70–90 km/h)
  - Länsväg E 1122 Ljungsbro–Trafikplats Ljungsbro, riksväg 34[6] (2 km, 80 km/h)
  - Länsväg O 2026 (f.d. 45:an) Vänersborg–Skogsbomotet där den möter E45/riksväg 44[7] (2,5 km, mötesfri 2+1, 90 km/h).
  - Bratterödsleden (väg O 678, f.d. E6) utanför Uddevalla: Råsserödsmotet–Bratterödsmotet[8] (4 km, mötesfri 1+1 och 2+1, 100 km/h)

## Anslutningsvägar

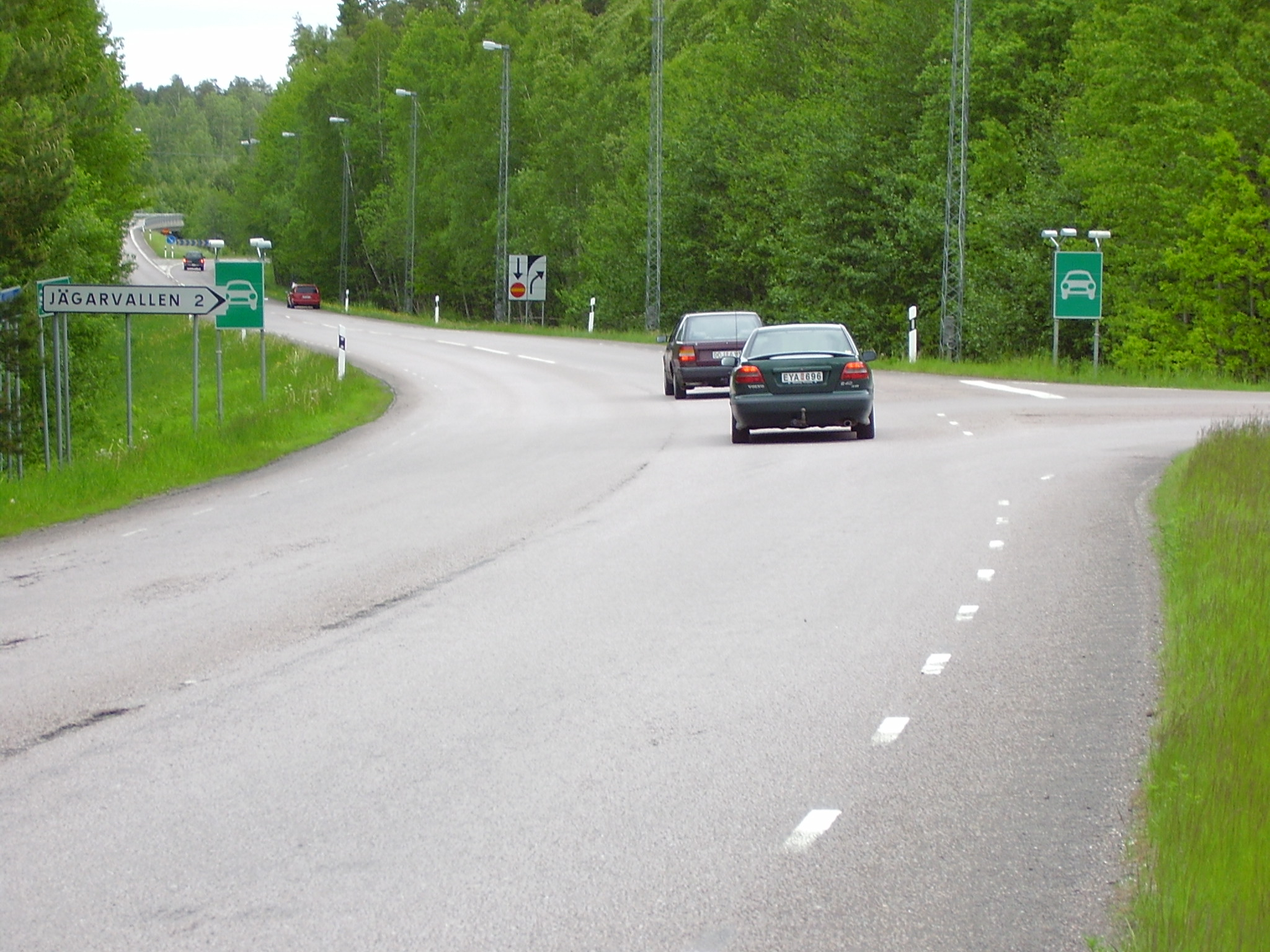
Motortrafikled på Kärnavägen – från början till slut

Vägar som mynnar ut på motorvägar eller motortrafikleder kan skyltas som motortrafikleder från sista plankorsningen, även om de har ett medelmåttigt format, för att inte trafik som är otillåten på motorväg/motortrafikled skall hamna på en sådan. Det gäller till exempel den östra delen av Kärnavägen i Linköping/Malmslätt (länsväg E 1043), en sträcka som knappt är 500 meter lång och leder ut på och in från motorvägen Malmslättsvägen. Det gäller på samma sätt vägavsnitt som längre fram övergår till motorväg.

## Utbyggnadsetapper

### 1950-talet
- E18 Ullna–Rosenkälla (före detta E3, Rv 76, Rv 75 och Lv 275), 1 december 1957 (tvåfilig motorväg; omklassad till motortrafikled 3 september 1967, ombyggd till motorväg 1978)

### 1960-talet
- E18 Västerås (Rocklunda)–Västjädra (6 km), 1961 (tvåfilig motorväg; omklassad till motortrafikled den 3 september 1967; ombyggd till motorväg Rocklunda–Skälby (1976) och Skälby–Västjädra (2008))
- 273 Märsta–Arlanda Arlandaleden (6 km), oktober 1963 (tvåfilig motorväg; omklassad till motortrafikled den 3 september 1967; ombyggd till motorväg sedan september 1990)
- E4 Mjölby västra (Haga)–Mjölby östra, 1964 (omklassad till motortrafikled 1969; ombyggd till motorväg den 4 augusti 1998)
- E6 Pråmhuset (Länsgränsen Kristianstad/Halland)–Fyllinge, 4 juni 1964 (tvåfilig motorväg; omklassad till motortrafikled den 3 september 1967; ombyggd till motorväg den 24 maj 1994)
- E18 Västjädra–Köping (Strö) (23,5 km), oktober 1965 (tvåfilig motorväg; omklassad till motortrafikled den 3 september 1967)
- E18 Mariebergsmotet (Kristinehamn)–Övre Kvarnmotet (Kristinehamn), 3 september 1967
- E6 Fyllinge–Fastarp, 3 september 1967 (ombyggd till motorväg den 24 maj 1994)
- E20 Gröndal–Eskilstuna (Svista) (före detta E3) (Delvis fyrfilig väg (Helgestahill–Svista) som omklassades till motorväg 1999), 1968
- E20 Marieberg–Adolfsberg (före detta E3), 3 september 1967 (ersatt av ny motorväg den 14 oktober 1981)
- E22 Stensnäs–Trensum (13 km) 1964 (Tvåfilig motorväg; omklassad till motortrafikled den 3 september 1967)
- E4 Hyllinge–Åstorp södra, 1969–71 (ombyggd till motorväg sedan 24 juni 1993)
- E4 Tranarp–Mölletofta, 1969–71 (ombyggd till motorväg 1994–96)

### 1970-talet
- 70 Säter–Naglarby (14,4 km), 1975/80
- Fisksätra–Tippen (före detta Lv 228) Saltsjöbadsleden, 30 augusti 1971 (Sedan slutet av 1990-talet ej längre klassad som motortrafikled)
- E22 Ronneby västra–Björketorp, 1972
- E22 Lindsdal–Mosekrog, 30 september 1972
- E4 Sväm–Ödeshög,	23 november 1972 (Ombyggd till motorväg sedan 1996)
- 100 Kungstorp–Vellinge (3 km), 17 november 1972
- E65 Oxie–Svedala östra (Perstorp) (före detta E14), 1973 (Sedan den 17 november 1994 ombyggd till motorväg)
- E65 Svedala östra–Börringe, 1973
- E20 Örebro (800m Ö Faluvägen)–Ulriksberg (före detta E3), 23 oktober 1973 (Sedan den 31 oktober 2000 ombyggd till motorväg)
- 158 Hagbäckebro–Hovåsmotet (9 km), 1973/76
- E22 Bräkne-Hoby–Ronneby västra (före detta Rv 15 och E66), 1974vE4 Timrå (900m N Vivsta)–Sörberge, 1974/77
- E22 Trensum–Bräkne-Hoby (13 km), 1975
- E4 Sillabjär–Tranarp,1975 (Ombyggd till motorväg sedan 1994 och 1996)
- 21 Åstorp norravTingdal, 1975
- E18 Bålsta norra–Bålsta södra 1976 (Ombyggd till motorväg sedan 1989)
- 40 Grönkullen–Nabbamotet Boråsleden, 1976 (ombyggd till motorväg sedan 1996)
- E18 Skattkärr–Väse (13 km), 19 september 1977
- E4 1000m S Mehedeby–Mehedeby, oktober 1977 (sedan 17 oktober 2007 ersatt av ny motorväg)
- E4 Mehedeby–Gävle södra, oktober 1977 (sedan den 3 november 1995 ombyggd till motorväg)
- 76 Gävle södra–Andersberg (fd E4) Spängersleden, oktober 1977 (sedan den 3 november 1995 ej längre klassad som motortrafikled)
- E4 Gäddvik–Rutvik (10,5 km) 29 augusti 1978
- 97 Södra Sunderbyn–Gammelstad (5 km) 29 augusti 1978
- E6 Frillesås–Fjärås station, juni 1979 (Sedan 1981 utbyggd till motorväg)
- E 1043 Jakobslund–Malmslätt, 1979
- E18 Norrtälje–Frötuna (Spillersboda Vägskäl), 1979
- 40 Ryamotet–Grönkullen Boråsleden, september 1979 (Sedan 1997 ombyggd till motorväg)

### 1980-talet
- Lindeborgs trafikplats–Hyllie trafikplats (fd E66, E20) Inre Ringvägen, 1980/85
- 23 Bredvik–Norremark Norrleden, 1980
- E16 Sandviken östra (Orrberget)–Sandviken västra (3,2 km) (fd 80), 1980
- E4 Funtabo (Högåsen)–Väshult (ombyggd till motorväg sedan 1995), oktober 1980
- E18 Enköping (Cpl Enögla)–1000m N Enögla (1 km), oktober 1980
- O 2026 Skogsbo (44, 45)–Korseberg (2,3 km), 23 juni 1981
- M 595 Vägskäl 595/833–Svedala västra, 9 september 1981
- 34 Stora Sjögestad–Linköping västra (Tift) (8 km) (f d 36), 1981/85
- E 1122 Ljungsbro (34)–Blåsvädret, 1981/85
- E4 Herrabacken (Kånna)–Ljungby norra (ombyggd till motorväg sedan 2025), 1982
- E18 Gillinge–Söderhall, 1982
- E18 Hälla–Sagån (12,5 km) (ombyggd till motorväg sedan 2014), november 1982
- 40 Vävarbron–Kyllared i Borås (ca 1 km, ombyggd till motorväg 2004), 1983
- 44, O 678 Bratteröd–Ramseröd (före detta E6) Bratterödsleden, 1984
- E22 Lund norra–Gårdstånga, (ombyggd till motorväg sedan 1993) (före detta E66), 1984
- E4 Ljungby norra–Hallsjö (ombyggd till motorväg sedan 2025), 1985
- E4.03 Albacken–Mjölby östra Linköpingsvägen, 1985
- E22 Karlskrona väst (Rosenholm)–Karlskrona öst (Vedeby)(3,5 km), 1985
- 222 Graninge–Mölnvik Värmdöleden, 1985
- E4 Gammelsta–Bergshammar, Nyköpingsvägen (ombyggd till motorväg 1996), 15 oktober 1986
- E22 Osbyholm–Stavröd (6,5 km), 21 november 1986
- E18 Annelund–Bålsta norra (ombyggd till motorväg sedan 1992), 1989

### 1990-talet
- E4 Hallsjö–Toftanäs (Länsgränsen Kronoberg/Jönköping), 29 augusti 1990
- E4 Sörberge–Midlanda (5 km), 1992
- 21 Finja–Ignaberga (14,2 km), 1993
- E4 Lomtjärn (Piteå)–Boviken (6 km)(fyrfilig motortrafikled, omklassad till motorväg 2003), 6 oktober 1994

### 2000-talet
- E22 Söderåkra–Hossmo (24,3 km), 1 december 2000
- E22 Påboda–Söderåkra (3,6 km), 29 november 2001
- E20 Vägskäl E20/D 552 (Öster Tibble)–Gröndal (7,4 km), 1 juli 2002
- E18 Rosenkälla–Gillinge (2 km), 12 december 2002
- E18 Skattkärrsmotet–Skattkärr (1 km), 23 september 2008
- 265 Täby Kyrkby–Arningevägen, Arningevägen–Rosenkälla (7 km) Norrortsleden, 4 oktober 2008

### 2010-talet
- E4 Enånger–Hudiksvall (24 km), 5 oktober 2011
- 111 Österleden Helsingborg (6 km), 20 december 2012

### 2020-talet
- E14 Nacksta–Blåberget (6 km), 1 november 2021[9]